# Valfleuri
Valfleuri est une entreprise française créée en 1922 et spécialisée à l'origine dans la fabrication de pâtes. L'usine Valfleuri est située à Wittenheim.

## Historique
L'entreprise a été fondée en 1922 dans une boulangerie à Guebwiller dans la Vallée du Florival par Frédéric Kuentz puis a déménagé à Wittenheim en 1981. L'entreprise est dirigée depuis 1989 par Matthieu Kuentz et Sabine Marienne, les enfants de Frédéric Kuentz.

## Production
Valfleuri produit de 80 à 100 tonnes de pâtes par jour (15 000 tonnes par an) dans ses locaux de 14 000 m2 à Wittenheim. L'usine nécessite 400 000 œufs quotidiennement. Valfleuri dispose également d'un entrepôt de stockage de 11 000 m2 à Cernay. 
Valfleuri produit 60 millions de paquets de pâte par an et réalise un chiffre d'affaires de 30 millions d'euros. L'entreprise exporte 35 % de sa production à l'étranger (Allemagne, Suisse, Russie, Chine et Canada).